# Brad Arnold
Bradley Kirk Arnold (Escatawpa, Misisipi, 27 de septiembre de 1978) es un músico estadounidense, conocido por ser el vocalista, baterista y compositor de la banda 3 Doors Down.

## Biografía
Nació el 27 de noviembre de 1978 en Escatawpa, Misisipi, Estados Unidos. Los tres miembros de piloto de 3 Doors Down han estado recogiendo las cosas que podrían utilizar como instrumentos desde que eran niños. Ellos también se habían unido a la infancia y su único avance fue escrita por el baterista barra vocalista Brad Arnold ya en años de escuela secundaria. Arnold escribió la letra de "Kryptonite", el sencillo que los llevó al gran éxito más adelante, durante la clase de álgebra en el East Central High School, pero poco sabía que la canción podía traído millones en los próximos años. Arnold, el guitarrista y el bajista Matt Roberts Todd Harrell, los nativos de Misisipi que fueron provenían de un pueblo relativamente pequeño llamado Escatawpa construido sus sueños de convertirse en estrellas de rock, formando una banda en 1994 con su primer concierto de ser una fiesta en el patio de un amigo. Auto-proclamación de ser un fan de Metallica , Bush y Pearl Jam , su lista de reproducción temprana son en su mayoría covers de las bandas de rock, aunque momentos después se dieron cuenta de que ellos pueden traer sus propios materiales. Se deslizaron "Kryptonite" en el conjunto de juego y lo convirtió en un éxito sorprendente, el envío de las reservas en los clubes locales. Más tarde se sintió la necesidad de hacer su sonido más fuerte ...
Y últimamente a aceptado a Cristo en su corazón, según una publicación en su cuenta de instagram el 21 de julio de 2023, donde pone una cita bíblica del libro de Mateo capítulo 18 versículo 12,donde hace referencia a dicha cita y le dice a Jesús gracias por siempre,encontrarme, amarme, levantarme y traerme de vuelta

## Vida personal
Arnold es un alcohólico en recuperación que dejó de beber en 2016. El 1 de febrero de 2006, Arnold sufrió un accidente automovilístico después de que el vehículo en el que viajaba hiciera aquaplaning y chocara contra un árbol; Arnold no era el conductor. El accidente resultó en que Arnold recibiera docenas de puntos de sutura y le coseran una oreja. Tras el divorcio de Arnold y su primera esposa, se casó con su segunda esposa, Jennifer Sanderford, en 2009. Entre las aficiones de Brad se encuentra la pesca de altura.
Arnold es cristiano. Se acercó a su fe después de su rehabilitación, a la que, según él, el cantante de country Charlie Daniels lo convenció de acudir. Arnold ha predicado su fe en conciertos.

### Salud
El 7 de mayo de 2025, Brad Arnold anunció a través de Facebook que le habían diagnosticado carcinoma renal de células claras en estadio 4, que había hecho metástasis en el pulmón. En su mensaje, hizo referencia al éxito de la banda "It's Not My Time", llamando a esta batalla "su canción" y pidiendo apoyo a los guerreros de oración. A pesar de la gravedad del diagnóstico, Arnold expresó una fe y optimismo firmes, afirmando que no tenía miedo y que confiaba en su fe para que lo guiara.

## Discografía

### Con3 Doors Down
- The Better Life (2000)
- Away from the Sun (2002)
- Seventeen Days (2005)
- 3 Doors Down (2008)
- Time of My Life (2011)
- Us and the Night (2016)